# Lista de deputados do Império do Brasil da 3.ª legislatura
Esta é a lista de deputados do Império do Brasil da 3.ª legislatura do Congresso Nacional. Inclui-se o nome civil dos parlamentares, o partido ao qual eram filiados na data da posse e a quantidade de votos que receberam para sua eleição, sua unidade federativa de origem, bem como outras informações. Esta legislatura da Câmara dos Deputados durou de 1834 a 1837, nos termos da Constituição Imperial de 1824.
Nos termos da Lei de 12 de outubro de 1832, essa foi a legislatura autorizada para realizar a votação das reformas constitucionais, que culminou na aprovação do Ato Adicional de 1834.

## Presidência da Câmara de Deputados na 3.ª Legislatura
| Nº                            | Nome do deputado                             | Imagem | Período                                    | Província de origem |  | Partido             |
| Período Regencial (1831-1840) |                                              |        |                                            |                     |  |                     |
| 13                            | Bento de Oliveira Braga                      |        | 2 de maio de 1834 - 7 de junho de 1834     | Rio de Janeiro      |  | Partido Democrático |
| 14                            | Venâncio Henriques de Resende                |        | 7 de junho - 11 de agosto de 1834          | Pernambuco          |  | Liga Progressista   |
| 15                            | Antônio Maria de Moura (Bispo Eleito)        |        | 11 de agosto de 1834 - 2 de maio de 1835   | Minas Gerais        |  | Partido Popular     |
| 16                            | Pedro de Araújo Lima (Marquês de Olinda)     |        | 2 de maio de 1835 - 27 de setembro de 1837 | Pernambuco          |  | Partido Conservador |
| 17                            | Cândido de Araújo Viana (Marquês de Sapucaí) |        | 27 de setembro de 1837 - 6 de maio de 1840 | Minas Gerais        |  | Partido Popular     |

## Lista de Parlamentares por Províncias[2]
| Deputados da 3ª Legislatura                                     | Informações disponíveis |
| Província das Alagôas (5)                                       | Província das Alagôas (5) |
| --------------------------------------------------------------- | --- |
| Ignacio Joaquim da Costa                                        | Padre da Igreja Católica |
| Manoel Joaquim Fernandes de Barros                              | Foi substituído nas sessões de 1836 e 1837 pelo Deputado Antonio de Castro Vianna. |
| José Vicente de Macedo                                          | Padre da Igreja Católica. Em razão de seu falecimento precoce, foi substituído nas sessões a partir de 1835 pelo Deputado José Raphael de Macedo. |
| Francisco Remigio de Albuquerque Mello                          | |
| Manoel Messias de Leão                                          | Magistrado. Era suplente do deputado Antonio Pinto Chichorro da Gama, mas este optou por Minas Gerais. |
| Província da Bahia (14)                                         | |
| Ernesto Ferreira da França                                      | Deputado reeleito e magistrado. Na legislatura anterior, foi representante de Pernambuco. Seu pai foi deputado pela Bahia nas duas primeiras legislaturas. |
| João Gonçalves Cesimbra                                         | Nas sessões de 1836 e 1837, foi substituído por Francisco Gonçalves Martins, futuro Visconde. |
| Antonio Ferreira França                                         | Deputado reeleito desde a Primeira Legislatura. Médico. |
| Honorato José de Barros Paim                                    | Magistrado |
| Innocencio José Galvão                                          | |
| D. Romualdo Antonio de Seixas                                   | Na Primeira legislatura, foi representante pelo Grão-Pará. Tornou-se Arcebispo da Bahia e Marquês de Santa Cruz. Em 1835, foi provisoriamente substituído por Francisco Ramiro de Assis Coelho.                                                                      |
| Joaquim Francisco Alves Branco Muniz Barreto                    | Deputado reeleito. Magistrado. |
| José Lino Coutinho                                              | Médico. Foi eleito deputado pela Província da Bahia para as Cortes de Lisboa (1821-1822). Foi deputado geral do Brasil nas três primeiras legislaturas. Ex-Presidente do Rio de Janeiro. Não tomou posse, sendo substituído por Francisco de Paula Araujo e Almeida. |
| Antonio Augusto da Silva                                        | Magistrado. Nas sessões de 1835 e 1836, foi substituído por José Florindo de Figueiredo Rocha. Na sessão de 1837, foi substituído por Francisco Ramiro de Assis Coelho.                                                                                              |
| Cornélio Ferreira França                                        | Magistrado |
| Luiz Paulo de Araujo Basto                                      | Futuro Visconde de Fiaes. Não tomou posse, sendo substituído em 1834 e 1835 por Francisco Gonçalves Martins. Em 1836 e 1837, foi substituído por Miguel Calmon du Pin e Almeida (Futuro Marquês de Abrantes).                                                        |
| Paulo José de Mello de Azevedo e Britto                         | Futuro Senador do Império. |
| Manoel Maria do Amaral                                          | Em 1835, foi substituído por João José de Moura Magalhães. |
| Antonio Pereira Rebouças*                                       | Tomou posse apenas em 1837. |
| Província do Ceará (8)                                          | |
| José Antonio Pereira Ibiapina (Padre Ibiapina)                  | Bacharel em ciências jurídicas e sociais pela Faculdade de Olinda. Liberal moderado. Professor substituto de Direito Natural nesta mesma instituição quando foi eleito. Nomeado juiz de direito da Vila de Campo Maior.                                              |
| Manoel do Nascimento Castro e Silva                             | Deputado reeleito desde a Primeira Legislatura. Futuro Senador do Império. |
| José Mariano de Albuquerque Cavalcanti                          | |
| Antonio Pinto de Mendonça                                       | Padre da Igreja Católica |
| Vicente Ferreira de Castro e Silva                              | Deputado reeleito |
| Jeronymo Martiniano Figueira de Mello                           | Magistrado. Futuro Senador do Império. |
| Joaquim Ignacio da Costa Miranda                                | |
| Francisco Alves Pontes                                          | |
| Província do Espírito Santo (1)                                 | |
| João Climaco de Alvarenga Rangel                                | Padre da Igreja Católica |
| Província do Goyaz (2)                                          | |
| Manoel Rodrigues Jardim                                         | Padre da Igreja Católica. Após seu falecimento, foi substituído em 1836 e 1837 pelo Deputado João Gomes Machado Corumbá. |
| Felippe Antônio Cardoso                                         | Coronel. Não tomou posse, sendo substituído em 1834 por João Gomes Machado Corumbá. Em 1836 e 1837, foi substituído por José de Assis Mascarenhas. |
| Província do Maranhão (4)                                       | |
| Joaquim Vieira da Silva e Souza                                 | Magistrado. Foi nomeado Ministro do Império, sendo realizada nova eleição. Na nova eleição em 1835, foi escolhido o deputado Frederico Magno Abranches. |
| Vital Raymundo da Costa Pinheiro                                | Bacharel |
| Antonio Pedro da Costa Ferreira                                 | Deputado reeleito. Tornou-se Barão de Pindaré e Senador do Império. Foi nomeado Senador em dezembro de 1834, sendo substituído por Manoel Odorico Mendes. |
| Estevão Raphael de Carvalho                                     | |
| Província de Mato Grosso (1)                                    | |
| Antonio Luiz Patricio da Silva Manso                            | - |
| Província de Minas Gerais (19)                                  | |
| Antonio Paulino Limpo de Abreu                                  | Deputado reeleito desde a Primeira legislatura. Tornou-se Visconde de Abaeté e Senador do Império. |
| José Custodio Dias                                              | Deputado reeleito desde a Primeira legislatura. Padre da Igreja Católica. Foi nomeado Senador do Império em agosto de 1835, sendo substituído em 1836 pelo Desembargador Manoel Ignacio de Mello e Souza (Barão do Pontal) e em 1837 por Manoel Soares do Couto.     |
| Candido José de Araujo Vianna                                   | Deputado reeleito desde a Primeira legislatura. Tornou-se Visconde de Sapucahy. Tornou-se Senador do Império. |
| Bernardo Pereira de Vasconcellos                                | Deputado reeleito desde a Primeira legislatura. Magistrado. Tornou-se Senador do Império. |
| Francisco de Paula Cerqueira Leite                              | Magistrado |
| José Bento Leite Ferreira de Mello                              | Deputado reeleito desde a Primeira legislatura. Padre da Igreja Católica. Nomeado Senador do Império em agosto de 1834, foi substituído por João Antonio de Lemos - futuro Barão do Rio Verde.                                                                       |
| Baptista Caetano de Almeida                                     | Deputado reeleito. |
| Bernardo Belisario Soares de Souza                              | Deputado reeleito e Magistrado |
| Evaristo Ferreira da Veiga                                      | Deputado reeleito. Faleceu em maio de 1837, foi substituído pelo Desembargador José Cesário de Miranda Ribeiro (futuro Visconde de Uberaba) no impedimento de Antonio Joaquim Fortes de Bustamante.                                                                  |
| Honorio Hermeto Carneiro Leão                                   | Deputado reeleito. Tornou-se Marquês de Paraná e Senador do Império |
| José Pedro Dias de Carvalho                                     | Futuro Senador do Império |
| Manoel Gomes da Fonseca                                         | Deputado reeleito desde a Primeira legislatura |
| Gabriel Mendes dos Santos                                       | Deputado reeleito (era suplente na legislatura anterior) e magistrado. Futuro Senador do Império. |
| Antonio Maria de Moura                                          | Deputado reeleito. Padre. |
| Antonio Jose Ribeiro Bhering                                    | Padre da Igreja Católica |
| José Joaquim Fernandes Torres                                   | Também foi eleito por Alagoas, mas optou por MInas. Futuro Senador do Império. |
| Gabriel Francisco Junqueira                                     | Havia assumido como suplente em outras legislaturas. Foi substituído em 1835 por Manoel Ignacio de Mello e Souza. Em 1837, foi substituído por Paulo Barbosa da Silva.                                                                                               |
| João Dias de Quadros Aranha                                     | Padre da Igreja Católica |
| José Alcebíades Carneiro                                        | - |
| Província do Grão-Pará (3)                                      | |
| Antonio Corrêa Seara                                            | Tenente-coronel |
| Visconde de Goiana                                              | Magistrado |
| José Thomaz Nabuco de Araújo                                    | Futuro Senador do Império |
| Província da Parahyba do Norte (5)                              | |
| José Maria Ildefonso Jacome da Veiga                            | Militar |
| João de Albuquerque Maranhão                                    | |
| José da Costa Machado                                           | |
| Bernardo Lobo de Souza                                          | Deputado reeleito. Após seu falecimento precoce, foi substituído pelo Deputado João Ribeiro de Vasconcellos Pessoa. |
| Antonio da Cunha Vasconcelos                                    | Padre da Igreja Católica. Futuro Senador do Império. |
| Província de Pernambuco (13)                                    | |
| Sebastião do Rego Barros                                        | Deputado reeleito. Era militar. |
| Francisco do Rego Barros                                        | Deputado reeleito. Tornou-se Conde da Boa Vista e Senador do Império. |
| Ignacio de Almeida Fortuna                                      | Deputado reeleito. Padre da Igreja Católica. |
| Antonio Francisco de Paula e Hollanda Cavalcanti de Albuquerque | Deputado reeleito desde a Primeira Legislatura. Tornou-se Visconde de Albuquerque e Senador do Império |
| João Barbosa Cordeiro                                           | Padre da Igreja Católica |
| Pedro de Araújo Lima                                            | Deputado reeleito. Diretor da Faculdade de Direito do Recife. Futuro Marquês de Olinda, Senador do Império e Regente. |
| Venancio Henriques de Resende                                   | Deputado reeleito. Padre da igreja Católica. |
| Joaquim Teixeira Peixoto de Albuquerque                         | |
| Francisco de Paula de Almeida e Albuquerque                     | Deputado reeleito desde a Primeira legislatura. Tornou-se Senador do Império |
| Antonio Peregrino Maciel Monteiro                               | |
| Luiz Francisco de Paula Cavalcanti de Albuquerque               | Deputado reeleito desde a Primeira Legislatura. Era magistrado. |
| Antonio Joaquim de Mello                                        | Foi substituído nas Sessões de 1836 e 1837 pelo Padre Luiz Carlos Coelho da Silva. |
| Manoel do Monte Rodrigues de Araújo                             | Futuro Conde de Irajá e Bispo do Rio de Janeiro. Era suplente de Manoel de Carvalho Paes de Andrade, mas este foi nomeado Senador do Império em janeiro de 1834 - antes de iniciar a legislatura.                                                                    |
| Província do Piauhy (1)                                         | |
| Marcos de Araújo Costa                                          | Padre da Igreja Católica. Era suplente do deputado Antonio Fernandes da Silveira, mas este optou pela Província do Sergipe. Nas sessões legislativas de 1832 e 1833 foi substituído pelo Padre José Monteiro de Sá Palácio.                                          |
| Província do Rio de Janeiro (8)                                 | |
| Joaquim José Rodrigues Torres                                   | Futuro Visconde de Itaboraí e Senador do Império |
| Joaquim Francisco Vianna                                        | Futuro Senador do Império |
| Saturnino de Souza e Oliveira                                   | Futuro Senador do Império |
| José Maria Pinto Peixoto                                        | Deputado reeleito e Marechal de campo. |
| José Rodrigues Barbosa                                          | Padre da Igreja católica |
| Antônio João de Lessa                                           | Padre da Igreja católica |
| José Joaquim Vieira Souto                                       | Deputado reeleito e major |
| Paulino José Soares de Souza*                                   | Futuro Visconde do Uruguai e Senador da República. Tomou posse em 1837. |
| Antonio Pereira Barreto Pedroso*                                | Magistrado, tomou posse em 1837 |
| Província do Rio Grande do Norte (1)                            | |
| Francisco de Brito Guerra                                       | Deputado reeleito. Padre da Igreja católica. |
| Província de Santa Catarina (1)                                 | |
| Diogo Duarte Silva                                              | Deputado reeleito pela mesma Província desde a Primeira Legislatura |
| Província de São Paulo (9)                                      | |
| Raphael Tobias de Aguiar                                        | Deputado reeleito. Brigadeiro. |
| José Corrêa Pacheco e Silva                                     | Deputado reeleito desde a Primeira legislatura. Era magistrado. |
| Lourenço Pinto de Sá Ribas                                      | |
| Joaquim Floriano de Toledo                                      | Deputado reeleito. Coronel. |
| Manoel Dias de Toledo                                           | Professor de Direito. |
| Francisco Alvares Machado de Vasconcellos                       | Médico |
| Valério de Alvarenga Ferreira                                   | Padre da Igreja Católica |
| Lourenço Marcondes de Sá                                        | Padre da Igreja Católica |
| D. José Antonio dos Reis                                        | Bispo de Cuiabá. Era suplente de Francisco de Paula de Souza e Mello, mas este foi nomeado Senador do Império em julho de 1833. |
| Província de São Pedro do Rio Grande do Sul (3)                 | |
| Manoel Paranhos da Silva Velloso                                | Foi substituído por alguns dias em 1837 por Antonio Rodrigues Fernandes Braga. |
| José de Araujo Ribeiro                                          | Diplomata. Foi substituído em 1834 e 1835 pelo ex-deputado Candido Baptista de Oliveira. Em 1837, foi substituído por Antonio Rodrigues Fernandes Braga. |
| João de Santa Barbara                                           | Padre da Igreja Católica |
| Província de Sergipe (2)                                        | |
| Antonio Fernandes da Silveira                                   | Deputado reeleito (2ª e 3ª legislaturas). Sacerdote da Igreja Católica, Monsenhor. |
| Joaquim Martins Fontes                                          | Capitão-mor |

Fonte: Arquivo do Império brasileiro. Annaes do Parlamento Brasileiro. Rio de Janeiro: Typographia de H.J.Pinto, 1878. Disponível em: https://memoria.bn.br/DocReader/DocReader.aspx?bib=132489&pagfis=7299